# سائو ژوزه دو ریوپرتو
سائو ژوزه دو ریوپرتو (به پرتغالی: São José do Rio Preto) یک منطقهٔ مسکونی در برزیل است که در ایالت سائو پائولو واقع شده‌است. سائو ژوزه دو ریوپرتو ۴۳۱٫۳۰ کیلومتر مربع مساحت و ۴۵۶٬۲۴۵ نفر جمعیت دارد و ۴۸۹ متر بالاتر از سطح دریا واقع شده‌است.